# 코날 케르나크
코날 케르나크(고대 아일랜드어: Conall Cernach, 아일랜드어: Conall Cearnach)는 아일랜드 신화 얼스터 대계에 등장하는 울라(오늘날의 얼스터)의 영웅이다. 언제나 코나크타(오늘날의 코노트)인의 머리를 무릎 아래에 베고 잤다고 한다. 그의 이름은 "승리자 코날"이라는 뜻이다.
그의 아버지는 아메르긴 막 엑키트이고 어머니는 핀드코엠이다. 두 부부 사이에는 오래도록 아이가 없었는데, 핀드코엠이 한 드루이드를 찾아가서 어떤 우물의 물을 마시라는 조언을 받았다. 그녀는 그 우물의 물을 마시면서 물에 빠진 벌레 한 마리를 같이 삼키고 임신했다. 핀드코엠의 형제 케트 막 마가크는 코나크타인이었지만 자매가 아들, 즉 코날을 낳을 때까지 그녀를 지켜 주었다. 드루이드들은 코날이 코나크타인의 절반 이상을 죽일 것이며, 언제나 허리띠에 코나크타인의 머리를 매달고 다닐 것이라고 예언했다. 이에 케트는 아이를 데려다가 발로 밟아 목을 부러뜨리려고 했으나 아이를 죽이지는 못했고, 코날은 이때 입은 부상으로 목이 구부정해졌다.
이후 코날은 평생에 걸쳐 자기 삼촌 케트와 피나는 싸움을 벌인다. 코날은 라긴 사람 막 다 호(Mac Dá Thó)의 집에서 열린 연회에서 케트를 모욕했다. 이때 코나크타와 울라의 전사들은 쿠라드미르를 서로 차지하려고 싸우고 있었다. 케트가 자신이 켈트하르 막 우허하르를 창으로 맞추었던 것을 들먹이며 자신이 여기 모인 전사들 중 가장 강하다고 주장했다. 코날이 쿠라드미르를 가져가려 한 그때 코날이 도착했고 자신이 케트보다 더 뛰어나다고 자랑했다. 케트는 패배를 인정했지만 자신의 형제인 아늘룬(Anlúan)이 있었다면 코날보다도 뛰어났을 것이라고 말한다. 이에 코날은 말없이 아늘룬의 막 베어낸 싱싱한 머리통을 케트에게 집어던지는 것으로 대답했다.

## 족보
|  |                                |  |  |  |  |  |  |  |  |  |  |  |  |  |  |  |
|  | 4. 에케트 살라크               |  |  |  |  |  |  |  |  |  |  |  |  |  |  |  |
|  |                                |  |  |  |  |  |  |  |  |  |  |  |  |  |  |  |
|  |                                |  |  |  |  |  |  |  |  |  |  |  |  |  |  |  |
|  | 2. 아메르긴 막 에키트          |  |  |  |  |  |  |  |  |  |  |  |  |  |  |  |
|  |                                |  |  |  |  |  |  |  |  |  |  |  |  |  |  |  |
|  |                                |  |  |  |  |  |  |  |  |  |  |  |  |  |  |  |
|  | 1. 코날 "케르나크" 막 아메르긴 |  |  |  |  |  |  |  |  |  |  |  |  |  |  |  |
|  |                                |  |  |  |  |  |  |  |  |  |  |  |  |  |  |  |
|  |                                |  |  |  |  |  |  |  |  |  |  |  |  |  |  |  |
|  | 3. 핀드코엠                    |  |  |  |  |  |  |  |  |  |  |  |  |  |  |  |
|  |                                |  |  |  |  |  |  |  |  |  |  |  |  |  |  |  |
|  |                                |  |  |  |  |  |  |  |  |  |  |  |  |  |  |  |
|  | 14. 울라 왕 오하드 살비더      |  |  |  |  |  |  |  |  |  |  |  |  |  |  |  |
|  |                                |  |  |  |  |  |  |  |  |  |  |  |  |  |  |  |
|  |                                |  |  |  |  |  |  |  |  |  |  |  |  |  |  |  |
|  | 7. 네스                        |  |  |  |  |  |  |  |  |  |  |  |  |  |  |  |
|  |                                |  |  |  |  |  |  |  |  |  |  |  |  |  |  |  |
|  |                                |  |  |  |  |  |  |  |  |  |  |  |  |  |  |  |